# Раян Режез
Раян Режез (30 січня 1993 , Інтерлакен, Берн ) — швейцарський фристайліст, олімпійський чемпіон 2022 року.

## Олімпійські ігри
| Рік  | Місто        | Скікрос |
| ---- | ------------ | ------- |
| 2022 | Пекін, Китай | 1       |

## Чемпіонат світу
| Рік  | Місто        | Скікрос |
| ---- | ------------ | ------- |
| 2021 | Ідре, Швеція | 18      |